# Urgleptes musculus
Urgleptes musculus es una especie de escarabajo longicornio del género Urgleptes, tribu Acanthocinini, subfamilia Lamiinae. Fue descrita científicamente por Bates en 1863.
La especie se mantiene activa durante el mes de octubre.

## Descripción
Mide 4,77 milímetros de longitud.

## Distribución
Se distribuye por Brasil y Guayana Francesa.